# Perales del Alfambra
Perales del Alfambra – gmina w Hiszpanii, w prowincji Teruel, w Aragonii, o powierzchni 104,24 km². W 2011 roku gmina liczyła 269 mieszkańców.